# Mercedes Valdivieso
Mercedes Valenzuela Álvarez (Santiago de Xile, 1 de març de 1924 - Ñuñoa, Santiago, 3 d'agost de 1993), més coneguda com a Mercedes Valdivieso (Valdivieso era el cognom del seu espòs que usava a manera de pseudònim) va ser una escriptora xilena pertanyent al grup de literates de la generació del 50 en la qual també hi són, entre d'altres, Marta Jara, Elisa Serrana, Elena Aldunate i Matilde Lladre de Guevara.

## Biografia
Va cursar els seus estudis secundaris en l'emblemàtic Liceu Núm. 1 Javiera Carrera de Santiago als Estats Units d'Amèrica.
L'any 1961 va escriure La Brecha, considerada la primera novel·la feminista de Llatinoamèrica, la qual va tenir 5 edicions en poc més d'un any. A La brecha, Mercedes Valdivieso escriu sobre una dona inserida en un sistema econòmic i social que la condemna a sotmetre's, però que aconsegueix la llibertat i segueix creient en la vida i en l'amor.
L'any 1991 participa en la irrupció del subgènere Nova Novel·la Històrica (NNH) amb la novel·la Maldita yo entre las Mujeres. Aquesta novel·la, ambientada en una colònia, té com a protagonista a Catalina dels Rius i Lisperguer, més coneguda com la Quintrala, i és el resultat d'anys d'un complex treball de recerca i lectura.
D'altres novel·les de Mercedes Valdivieso són: La tierra que les di, Los ojos de bambú i Las noches y un día.
També va fundar i va dirigir la revista Adán, publicada per l'Editorial Zig-Zag a Xile i el diari feminista Breakthrough a Houston, Estats Units, el qual va rebre el seu nom en honor de la Brecha. Va ser col·laboradora literària de la revista Mensaje a Xile, i també va estar a càrrec de la secció literària del diari El Sol de Mèxic l'any 1976.
Va ser professora de Llengua i Literatura Llatinoamericana a la Universitat de Pequín, Xina. Va obtenir un Màster en Literatura Hispanoamericana a la Universitat de Houston (Texas, Estats Units) i va continuar la seva activitat acadèmica com a docent a la Universitat de Houston, a la Universitat Sant Tomás i a Rice University, on va ser distingida amb l'honorífic títol de professora emèrita.
Paral·lelament a la seva carrera literària i acadèmica, va participar activament en congressos, conferències i trobades relacionades amb literatura femenina. L'any 1983 Mercedes Valdivieso va dirigir el primer taller d'escriptura femenina a l'antic Cercle d'Estudis de la Dona, en el qual van participar moltes intel·lectuals reconegudes, com ara Diamela Eltit, Adriana Valdés, Eugenia Brito i Nelly Richard.
Va morir el 3 d'agost de 1993 a la seva casa de Màxim Bach a la Comuna de Ñuñoa, Santiago de Xile.

## Obres publicades
- La Brecha (Santiago de Xile: Editorial Zig-Zag, 1961).
- La tiera que les di (Santiago de Xile: Editorial Zig-Zag, 1963).
- Los ojos de bambú (Santiago de Xile: Editorial Zig-Zag, 1964).
- Babel (1964), en Antologia del conte realista xilè.
- Dziesiec Palców (1968).
- Las noches y un día (Barcelona: Seix Barral, 1971).
- La brecha, reeditada a EUA (Pittsburgh: Latin-American Literary Review Press, 1987).
- Breakthrough. Traduïda per Graciela S. Daichman (1988).
- La brecha, reeditada a Xile (1991).
- Maldita yo entre las mujeres (Santiago de Xile: Planeta Xilena, 1991).